# Chieuti-Serracapriola
Chieuti-Serracapriola (wł. Stazione di Chieuti-Serracapriola) – stacja kolejowa w Chieuti, w prowincji Foggia, w regionie Apulia, we Włoszech. Znajduje się na linii Adriatica (Ankona – Lecce). Stacja obsługuje również gminę Serracapriola.
Według klasyfikacji RFI ma kategorię brązową.

## Linie kolejowe
- Adriatica